# Montizón (kommunhuvudort)
Montizón är en kommunhuvudort i Spanien.   Den ligger i provinsen Provincia de Jaén och regionen Andalusien, i den centrala delen av landet, 240 km söder om huvudstaden Madrid. Montizón ligger 643 meter över havet och antalet invånare är 2 001.
Terrängen runt Montizón är varierad. Runt Montizón är det ganska glesbefolkat, med 22 invånare per kvadratkilometer. Närmaste större samhälle är Campiña, 17,4 km sydost om Montizón. Trakten runt Montizón består till största delen av jordbruksmark.